# Corleone
Pour les articles homonymes, voir Corleone (homonymie).
Corleone (Cunigghiuni en sicilien) est une commune italienne de la province de Palerme en Sicile, notamment célèbre pour être un terreau de mafieux dont les chefs Toto Riina, patron du clan des Corleonesi qui a ensanglanté la Sicile dans les années 1980 et 1990, ainsi que celui de son successeur Bernardo Provenzano et de bien d'autres moins célèbres avant eux (comme Michele Navarra parrain du canton de 1943 à sa mort en 1958, dont les tueurs sont supposés être Bernardo Provenzano et Salvatore Riina, commanditée par son lieutenant Luciano Liggio qui prend sa succession).
La ville, également célèbre pour avoir donné son nom au Parrain du roman de Mario Puzo publié en 1969 (Vito Corleone, né Andolini à Corleone) et à son adaptation cinématographique par Francis Ford Coppola sorti en 1972, est aussi le lieu de naissance de Saint Bernard de Corleone.

## Étymologie
L'étymologie du nom est incertaine, subissant diverses modifications du grec ancien Kouroullounè au siculo-arabe Kurulliùn de l'émirat de Sicile, du latin Curilionum au normando-angevin Coraigliòn et de l'aragonais Conillon au sicilien Cunigghiuni. Le nom moderne Corleone remonte à 1556.
Une légende veut que le nom de la ville dérive de celui d'un combattant arabe musulman, Kurliyun (« Cœur de lion »), qui l'aurait conquis pour le compte des Aghlabides en 840.

## Géographie physique

### Territoire
La municipalité a une superficie de 22 912 hectares pour une densité de population de 49 habitants par kilomètre carré. Elle est à 542 m d'altitude.
La ville se situe sur une zone de montagne interne, dans la vallée entre la « rocca ri maschi », les châteaux de Soprano et Sottano.
Elle est classée en zone 2 (sismicité moyenne-haute) pour le risque sismique.

### Alentours
On trouve aux alentours deux sites d'intérêt naturel : la « source du dragon » près du bois de Ficuzza et la « chute d'eau des deux forteresses ».

#### Gorge du Dragon

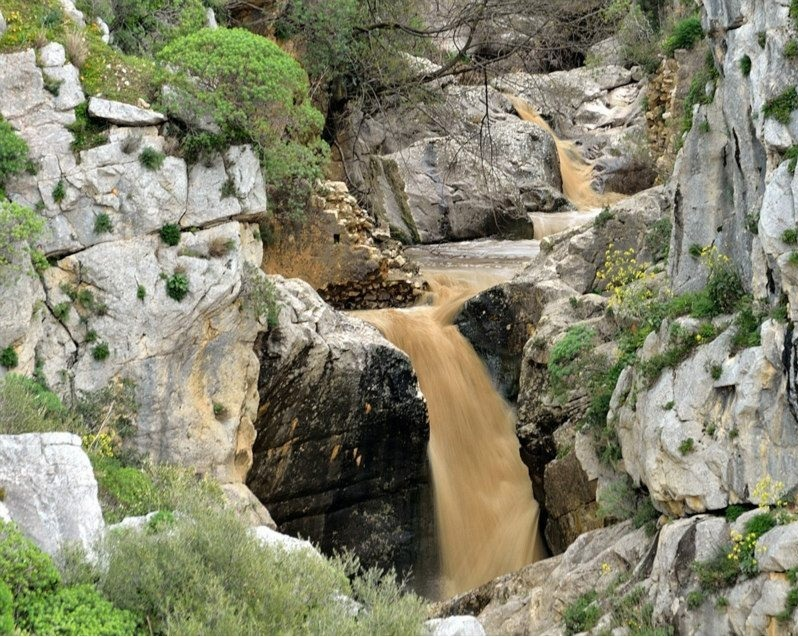
Gorge du dragon.

Sur la route de Ficuzza à Corleone, en suivant la ligne de chemin de fer ancienne de Palerme à San Carlo (Chiusa Sclafani) (devenue piste cyclable), on arrive à un vieux pont traversé par le flux du torrent Frattina qui se jette dans les falaises de calcaire jusqu'à être presque englouti. Près du lit du cours d'eau, grâce à l'action érosive de l'eau au fil du temps, la roche forme des gouffres, des bobines et de petites chutes d'eau où l'eau abondante auparavant disparaît puis réapparaît parmi les rochers et la végétation. De taille considérable, les « marmitte dei Giganti », des trous cylindriques et profonds ont été creusés là où l'eau prend une allure tourbillonnante. Les restes d'un mur fermé de la rivière guident l'eau acheminée pour alimenter un moulin. Vieux mûriers, orangers, grenadiers et figuiers témoignent de l'existence du logement qui se trouvait ici pour gérer l'usine.
Dans la partie où le courant est atténué, des piscines à l'eau claire se sont formées naturellement parmi les fougères, les capillaires, les saules et les ormes et en compagnie de quelques tortues, poissons, et libellules colorées. Les murs qui ferment le côté sont recouverts de plantes rupestres de grand intérêt botanique telles que l'euphorbe ligneuse, l'enfer de la montagne, l'œillet, les câpriers... Parmi les ravins rocheux trouvent refuge pigeons, choucas et oiseaux de proie comme le faucon crécerelle et le faucon pèlerin. En excursion, l'accès est possible jusqu'à la piscine principale et l'ombre des grands saules et des peupliers. De là, la rivière Frattina descend vers le Belize et révèle une tendance moins torrentielle, pour alimenter en eau la végétation riveraine typique.

#### Chute d'eau des deux forteresses
Sur le territoire de Corleone, à quelques pas du centre historique de la ville se trouve le « parc naturel des chutes d'eau des deux forteresses ». Après avoir traversé une série de rues étroites dans le quartier de San Giuliano, on arrive à une petite église dédiée à la « Vierge des deux forteresses ». À gauche de cette église, « un chemin entre peupliers, saules et ormes mène aux chutes. Les murs sont les vestiges d'un ancien aqueduc. Au point le plus en amont de la rivière, le long des parois rocheuses apparaît le canyon. »

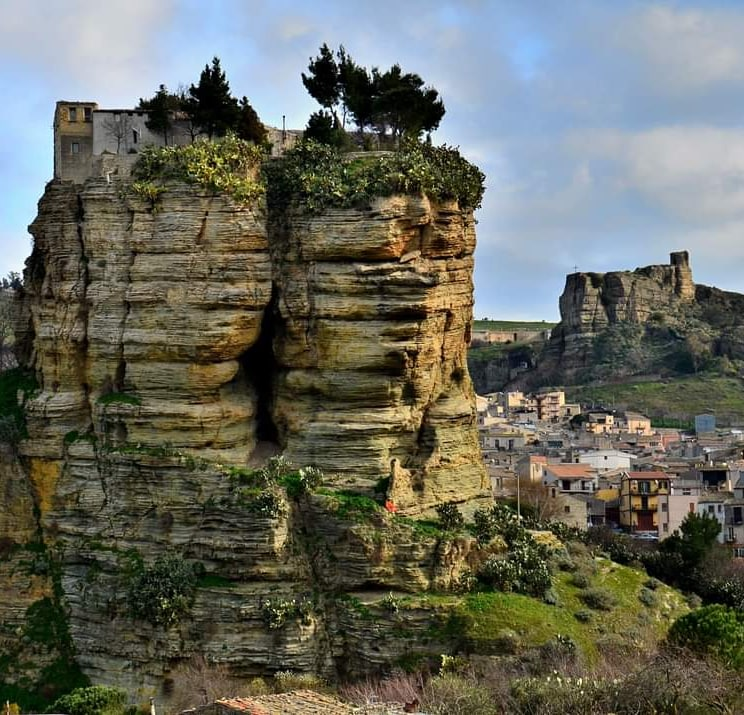
Le château de Corleone.

## Histoire
Le mont Cozzo Spolentino sur la route vers Prizzi, a abrité un sanctuaire sicane dédié à des divinités féminines.
Le territoire actuel est traversé par l'antique route consulaire romaine reliant Palerme à Agrigente.
En 1237, la ville est refondée par des gibelins lombards menés par Oddone de Camerana (it).
Le 31 mars 1282, le mardi de Pâques, les Siciliens de Palerme et Corleone se soulèvent contre les Français. Les Vêpres siciliennes signent la fin de la domination angevine sur la Sicile, qui s'offre à Pierre III d'Aragon.

## Monuments
Quelques édifices religieux dans la ville aux cent églises :
- église de Santa Rosalia du XVIIe siècle ;
- église de San Andrea qui, selon la tradition, a été bâtie sur les ruines d’une ancienne mosquée ;
- église Matrice di San Martino, très riche en œuvres d’art ;
- ruines de la Tour Saracena, appelée « Castello Soprano » ;
- château Sottano reconverti en couvent franciscain.

Le musée civique « Pippo Rizzo », situé dans le Palazzo Provenzano (XVIIIe siècle), abrite les résultats des fouilles archéologiques couvrant les preuves d'occupation du territoire depuis le Néolithique jusqu'au Moyen Âge, provenant notamment des sites de Cozzo Spolentino et Montagna Vecchia, dont la borne milliaire, découverte en 1954 dans la contrada Zuccarone, datée de 252 ou 248 av. J.-C. et attribuée au consul Caius Aurelius Cotta.

## Administration
| Période                                  | Période      | Identité                                          | Étiquette     | Qualité                 |
| ---------------------------------------- | ------------ | ------------------------------------------------- | ------------- | ----------------------- |
| 1993                                     | 2002         | Giuseppe Cipriani                                 | Liste civique |                         |
| 28 mai 2002                              | 29 mai 2007  | Nicolò Nicolosi                                   | centre droit  |                         |
| 29 mai 2007                              | 2012         | Antonino Iannazzo                                 | centre droit  |                         |
| 2012                                     | 10 août 2016 | Leoluchina Savona                                 |               |                         |
| 2016                                     | 2018         | Maria Cacciola, Giovanna Termini, Rosanna Mallemi |               | Commission préfectorale |
| 2018                                     | En cours     | Nicolò Nicolosi                                   |               |                         |
| Les données manquantes sont à compléter. |              |                                                   |               |                         |

### Hameaux
- Ficuzza

### Communes limitrophes
Bisacquino, Campofelice di Fitalia, Campofiorito, Chiusa Sclafani, Contessa Entellina, Godrano, Mezzojuso, Monreale, Palazzo Adriano, Prizzi, Roccamena

### Évolution démographique

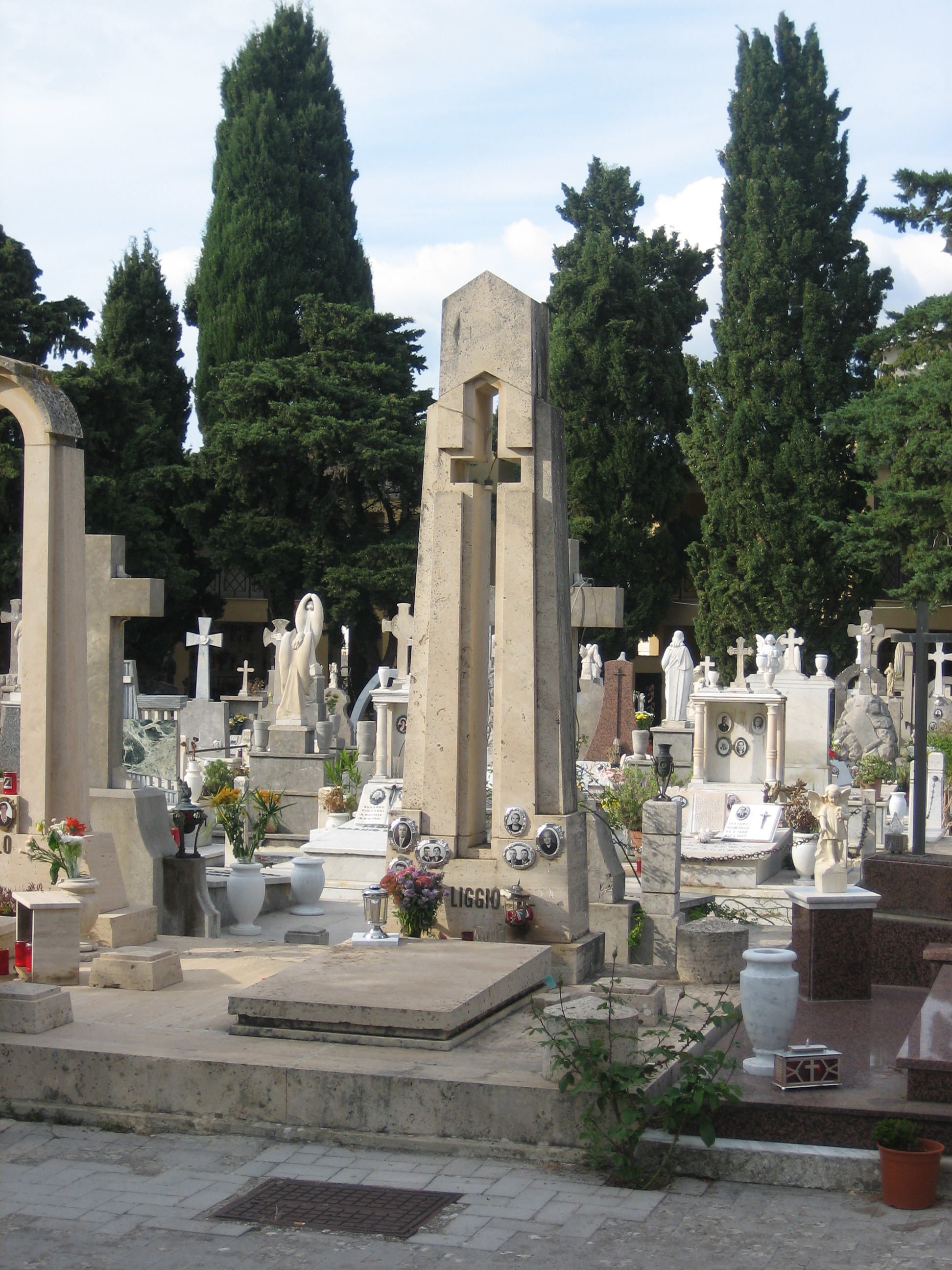
Cimetière de Corleone.

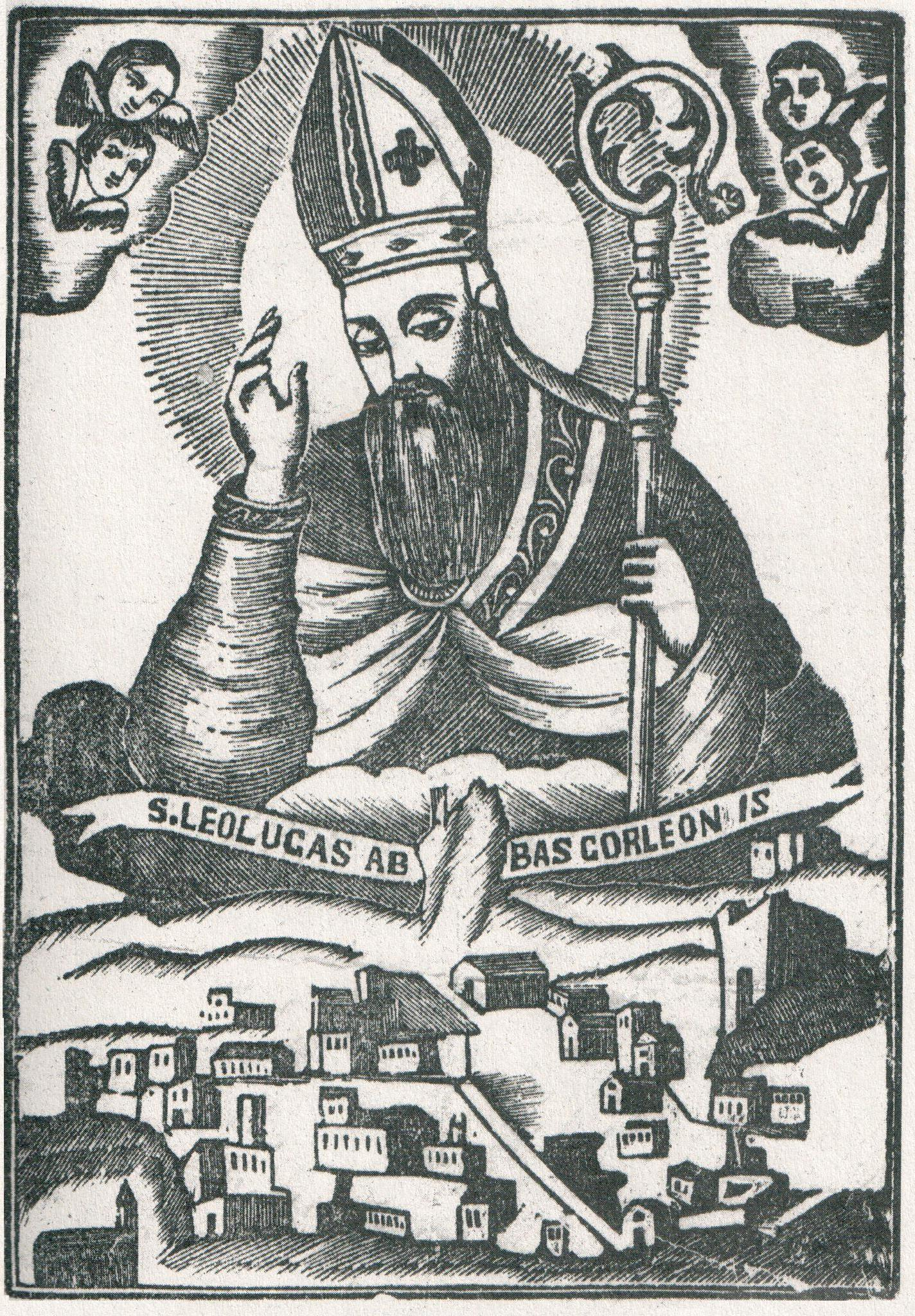
San Leoluca de Corleone (saint Léon Luc de Corleone).

Habitants recensés

## Personnalités liées à la commune

### Personnalités nées à Corleone
- Léon Luc de Corleone (815-915), Saint patron de la ville de Vibo Valentia et de Corleone
- Bernard de Corleone (1605-1667), religieux (canonisé en 2001),
- Giuseppe Morello (1867-1930), premier chef de la famille du crime Morello (futur famille Genovese)
- Tommaso « Tommy » Gagliano (1884-1951), parrain d'une des cinq familles de New York (famille Lucchese ou famille Gagliano avant 1953)
- Jack Dragna (1891-1956), parrain de la famille du crime de Los Angeles (1931-1956)
- Vito JK Ciancimino (1924-2002), maire de Palerme de 1970 à 1971
- Salvatore Riina (16 novembre 1930 - 17 novembre 2017), « parrain des parrains » de la Cosa Nostra
- Gaetano Reina  (1889-1930) un des premiers parrains de la mafia américaine
- Michele Lupo (1932-1989), réalisateur de films
- Bernardo Provenzano (1933-2016), parrain de la Cosa Nostra
- Leoluca Bagarella (Corleone, 3 février 1942) « parrain des parrains » de la Cosa Nostra de 1993 à 1995

Les grands-parents maternels du célèbre acteur italo-américain Al Pacino sont originaires de Corleone.

#### Victimes de la mafia
- Bernardino Verro (1866-1915), maire socialiste de Corleone
- Placido Rizzotto (1914-1948), syndicaliste et homme politique[9]

#### Religieux
- Léon Luc de Corleone (815-915), abbé basilien
- Bernard de Corleone (1605-1667), élevé saint capucin, par le pape Jean-Paul II en 2001
- Ange d'Acri (1669-1739), saint capucin, presbytérien et religieux italien
- Maria Teresa Cortimiglia (1867-1934), fondatrice de la « Suore Francescane di Santa Chiara »

## Corleone et la mafia
Corleone est un fief de la mafia sicilienne, dont la présence remonte au XIXe siècle, à une époque où les grands propriétaires terriens laissaient l'administration de leurs terres à des hommes de main violents et cruels. Il est aussi le berceau du Clan des Corleonesi et de ses parrains Michele Navarra, Leoluca Bagarella, Luciano Liggio, Toto Riina et Bernardo Provenzano, ainsi que d'associés (Vito Ciancimino, maire de Palerme) ou d'hommes de mains (Leoluca Bagarella). Il était aussi le lieu de recrutement de tueurs violents réputés pour le compte de la mafia américaine.
La ville abrite un centre sur la mafia et la lutte contre la mafia. La mafia a ainsi fait assassiner en 1915 le maire socialiste de la ville, Bernardino Verro, qui luttait contre elle. La statue qui commémore sa mémoire est fréquemment l'objet de vandalisme de la part des mafieux.

### Dans la culture populaire
Dans le roman de Mario Puzo et dans la trilogie cinématographique de Francis Ford Coppola, le Parrain (the Godfather) de la famille mafieuse new-yorkaise a pour nom Vito Corleone. Il s'appelle en fait Vito Andolini, et a dû être exfiltré enfant de son village de Corleone après qu'un chef mafieux ait fait exécuter son père, son frère et sa mère. À son arrivée aux États-Unis au début du XXe siècle, portant une pancarte où est écrit le nom de son village natal, l'agent de l'immigration fait une confusion et inscrit « Corleone » lorsque Vito passe les contrôles sur Ellis Island.
Une partie du Parrain 2, se passe dans la ville sicilienne, racontant les jeunes années de Vito interprété par Robert de Niro, l'assassinat de son père, de son frère et de sa mère par les hommes du parrain local Don Ciccio, sa fuite, et son retour adulte où il se venge en éventrant le responsable de la mort de sa famille. Le premier film de la trilogie de Coppola présente également son fils Michael Corleone réfugié quelques mois à Corleone pour s'éloigner de New York où il a tué un chef mafieux rival et un responsable véreux de la police.
Le film de Francis Ford Coppola a eu un très fort impact sur l'imaginaire collectif qui fait qu'aujourd'hui le nom de la ville est souvent associé à l'histoire de la mafia sicilienne, à tel point que le commerce de souvenirs autour du film est florissant, notamment une liqueur amère nommée Il Padrino.
La série italienne Corleone retrace l'ascension de Salvatore Riina, alias « Toto » Riina, un mafioso de Corleone en Sicile à la tête de Cosa nostra.
En 1996, Oliviero Toscani photographie les jeunes de la commune pour le catalogue Benetton.

## Galerie

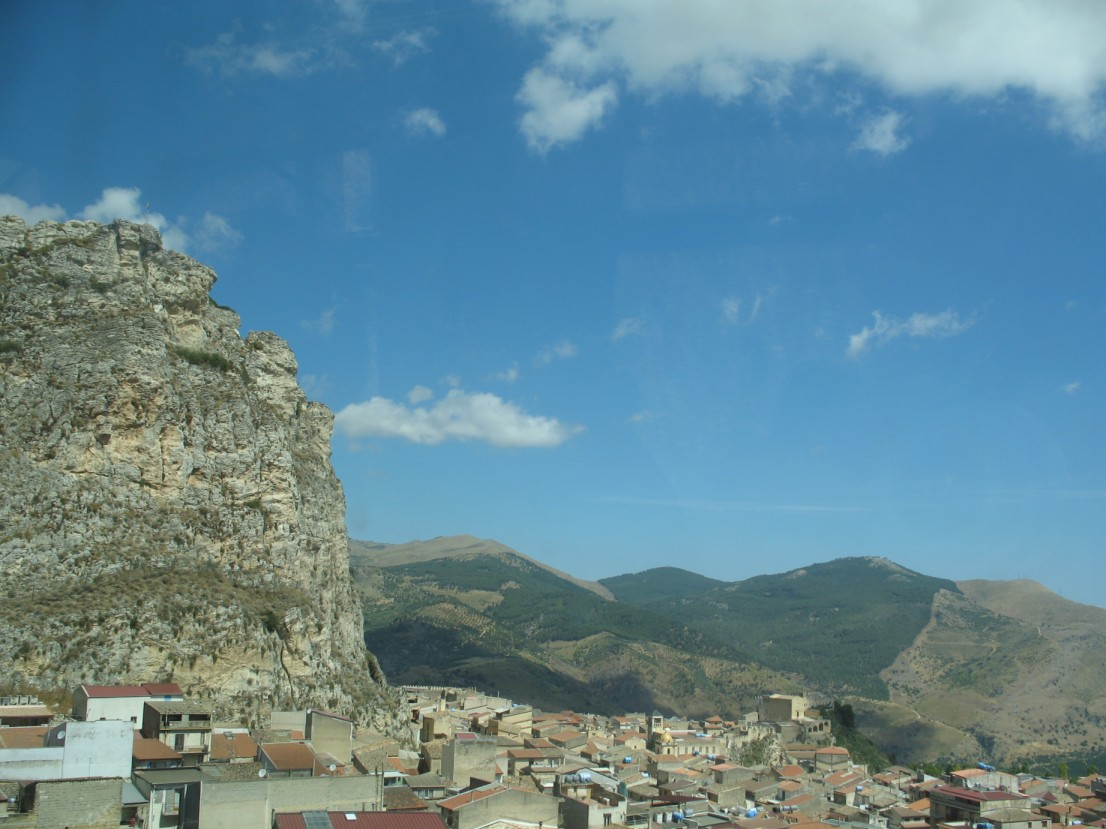
Rocher au-dessus de Corleone
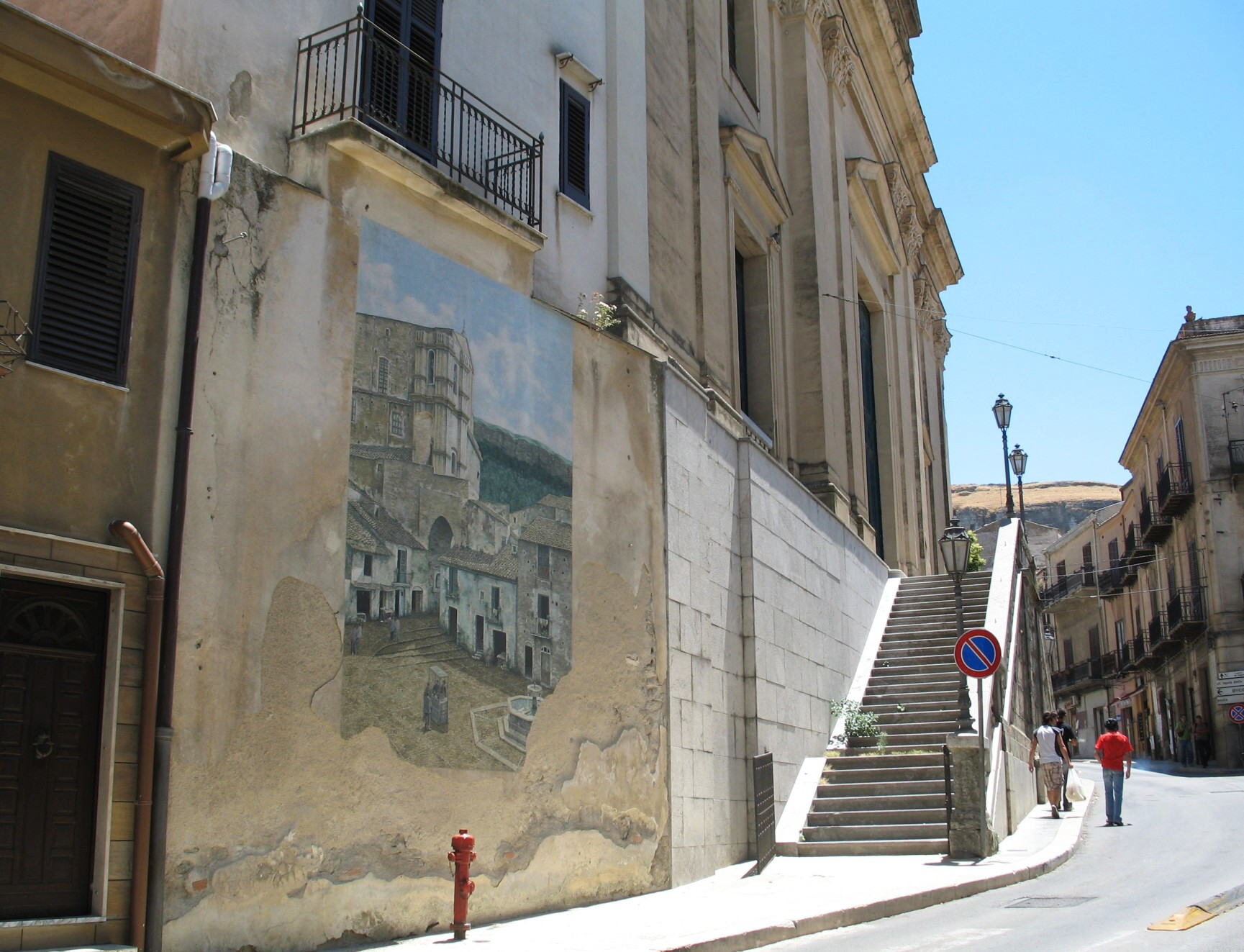
Une rue de Corleone
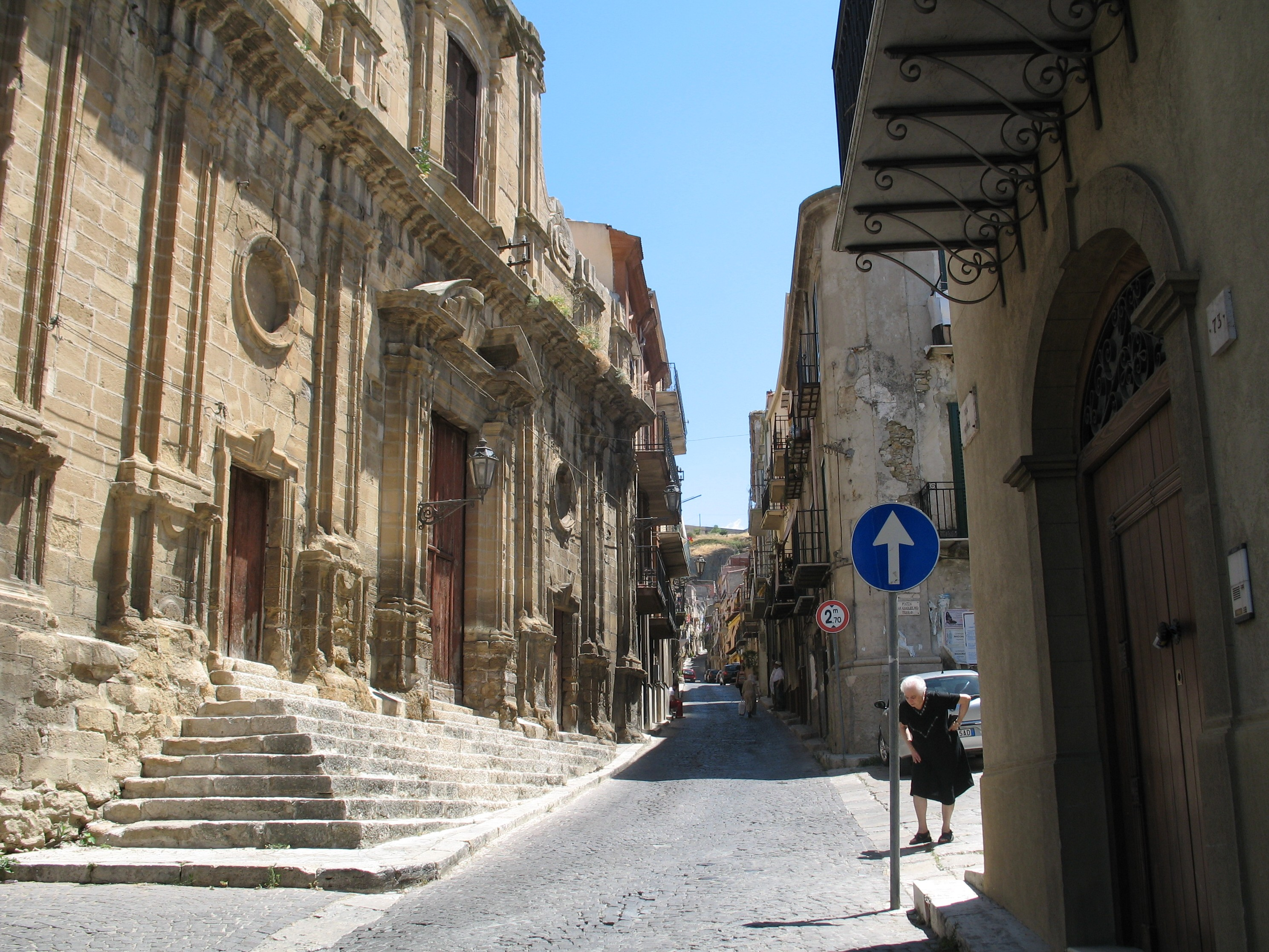
Centre de Corleone
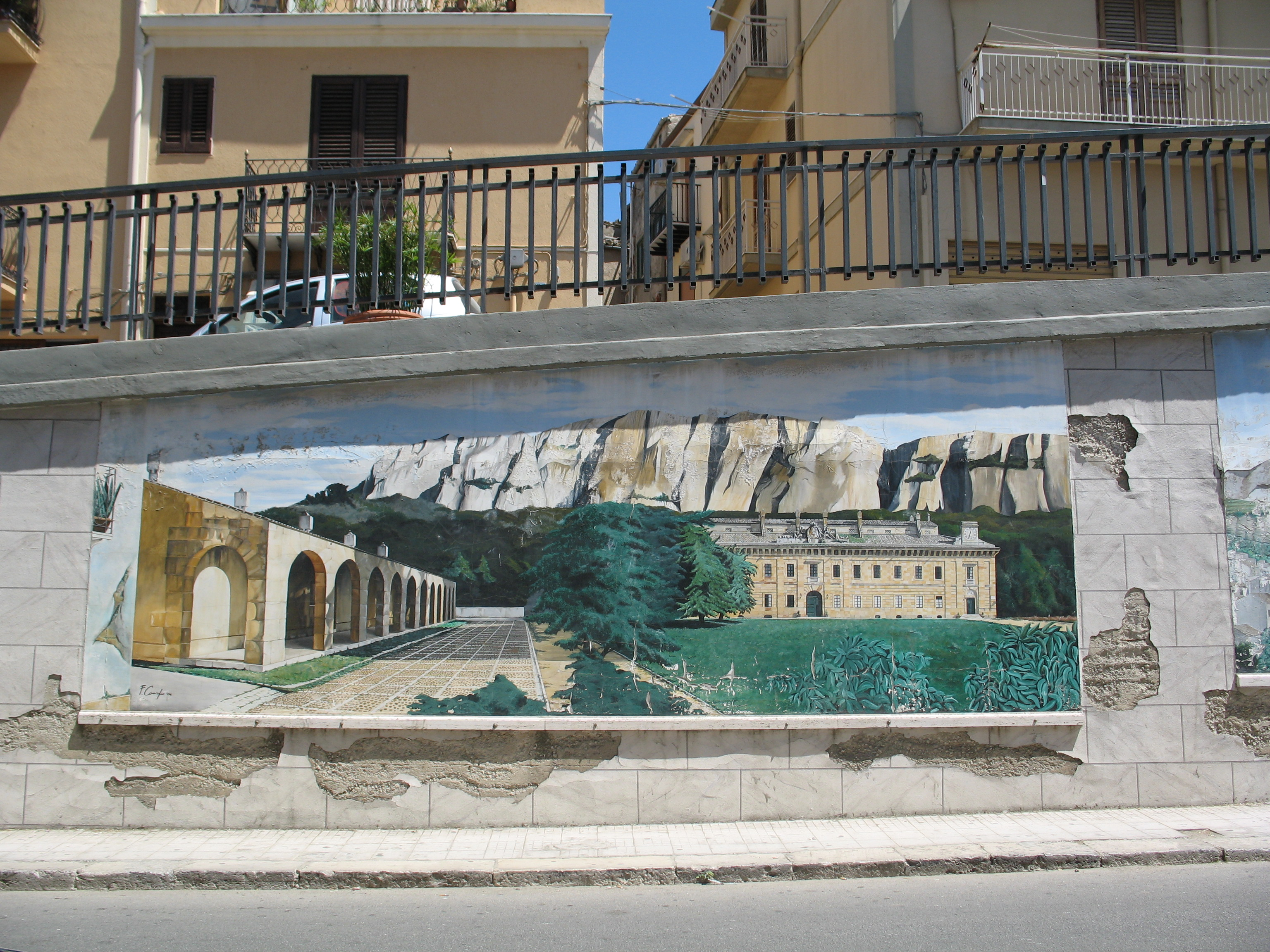
Street art à Corleone
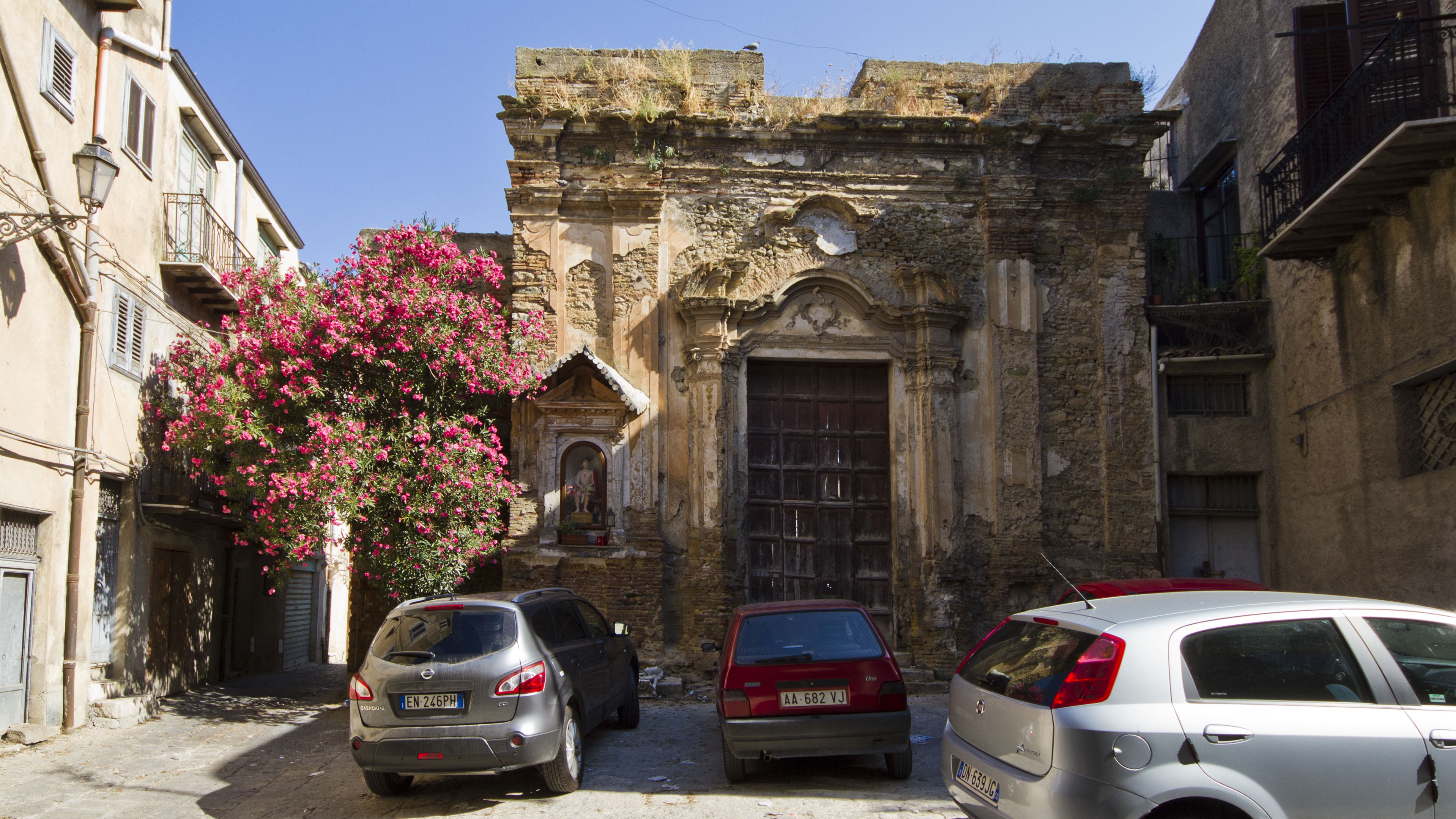
Vieille église